# Gary Collins (Schauspieler)
Gary Ennis Collins (* 30. April 1938 in Los Angeles, Kalifornien; † 13. Oktober 2012 in Biloxi, Mississippi) war ein US-amerikanischer Schauspieler und Fernsehmoderator.

## Leben
Collins wurde 1938 in Venice (Los Angeles) geboren, wuchs in Südkalifornien auf und besuchte das Santa Monica City College. Anschließend absolvierte er seine Wehrpflicht für zwei Jahre bei der United States Army, wobei er bei dem American Forces Network sein Interesse für die Schauspielerei entdeckte. Sein Schauspieldebüt gab er in der 1962 erschienenen und von Melville Shavelson inszenierten Filmkomödie Es begann in Rom an der Seite von Charlton Heston und Elsa Martinelli als Major Wolff. Später konnte er drei längere Serienengagements erhalten. So spielte er Lt. Richard P. „Rip“ Ripley in 29 Folgen der Fernsehserie The Wackiest Ship in the Army, Dave Tarrant in 43 Folgen von Iron Horse und Dr. Michael Rhodes in 26 Folgen der Fernsehserie The Sixth Sense.
Parallel zu seiner Schauspielerei moderierte Collins seit den frühen 1980er Jahren auch mehrere Fernsehshows, darunter Hour Magazine, The New Hollywood Squares und The Home Show. Für seine Moderation im Hour Magazine wurde er von 1982 bis 1987 sechs Mal in Folge für einen Daytime Emmy Award nominiert, wobei er diesen 1984 gewinnen konnte. Seinen Stern am Hollywood Walk of Fame hat Collins am 6922 Hollywood Blvd.
Collins war vom 3. Oktober 1964 bis zum 3. August 1967 mit Susan Peterson Lachman verheiratet. Das Paar bekam zwei gemeinsame Kinder. Seit dem 24. November 1967 war er mit der Miss America des Jahres 1959, Mary Ann Mobley, verheiratet. Das Paar bekam ein gemeinsames Kind.

## Filmografie (Auswahl)

### Filme
- 1962: Es begann in Rom (The Pigeon That Took Rome)
- 1970: Airport
- 1974: Houston, bitte kommen … (Houston, We’ve Got a Problem)
- 1979: Piranhas II – Die Rache der Killerfische (Killer Fish)
- 1980: Geheimsache Hangar 18 (Hangar 18)
- 1981: Das Tal der Puppen (Jacqueline Susann’s Valley of the Dolls)
- 1992: Hollywoods geheime Masken (Secrets)
- 1994: Bandit – Ein ausgekochtes Schlitzohr kommt selten allein (Bandit: Bandit Bandit)
- 2000: Beautiful

### Serien
- 1965–1966: Perry Mason (zwei Folgen)
- 1965–1966: The Wackiest Ship in the Army (29 Folgen)
- 1966–1968: Iron Horse (43 Folgen)
- 1968–1969: Der Chef (Ironside, zwei Folgen)
- 1972: The Sixth Sense (26 Folgen)
- 1974: Frei geboren (Born Free, 13 Folgen)
- 1974–1976: Thriller (drei Folgen)
- 1976: Barnaby Jones (Folge 4x20)
- 1978: Drei Engel für Charlie (Charlie’s Angels, Folge: Nicht nochmal, Sam!)
- 1979: Drei Engel für Charlie (Charlie’s Angels, Folge: Die College-Verbindung)
- 1978–1982: Fantasy Island (drei Folgen)

## Moderationen
- 1980–1988: Hour Magazine
- 1987–1989: The New Hollywood Squares
- 1989–1994: The Home Show